# Белорусофобия
Белорусофобия (бел. беларусафобія) — отрицание, вражда и ненависть к белорусскому языку, белорусскому этносу, белорусской культуре и Беларуси.

## Проявления
Одним из основных проявлений данного явления стало создание таких представлений, при которых у белорусов происходит подрыв веры в собственную жизнеспособность и будущее («маленькая беззащитная Беларусь», «необеспеченная ресурсами республика», «толерантный, терпеливый белорусский народ» и так далее).
Политик Зенон Позняк в проявления белорусофобии включал уничтожение белорусского флага, сожжение белорусских учебников, неуважение к белорусскому языку, ликвидацию белорусских учебных заведений, разрушение и переделку знаковых памятников истории и культуры, целенаправленную порчу национального пейзажа и истребление заповедной природы, оскорбительное отношение к белорусам, их творчеству и литературе.
Учитель истории и общественный деятель Евгений Костюшко разделил белорусофобию на следующие типы:
- ментальный, когда «белорусскость» вызывает «болезненную аллергическую реакцию»[4];
- приспособленческий, проявляющийся в духовной переменчивости ради получения большей выгоды. Используется властями, при которых выгодно быть лояльным гражданином белорусского государства через бытовую преданность культуре[4];
- космополитический, проявляющийся в вестернизации.

С последним типом Костюшко предлагал бороться путём усиления конкурентоспособности белорусской культуры.

## Примеры

### XX век
После присоединения Западной Беларуси к СССР в 1939 году, на что реакция этнических белорусов была положительной, поляки, недовольные уничтожением своего государства, начали воспринимать белорусов как союзников Москвы. Декларированная борьба с советской оккупацией приняла со временем антибелорусский характер. В послевоенный период польское антикоммунистическое подполье начало рассматривать белорусов как враждебный элемент, что в 1946 году вылилось в массовые убийства в Подляшье.

### Современность
9 декабря 2016 года в Минске были арестованы трое авторов информационного агентства «Регнум» — Юрий Павловец, Дмитрий Алимкин и Сергей Шиптенко. Задержание произошло на основании их заявлений о том, что Беларусь — "недогосударство", белорусский язык — «диалект русского и признак низкого происхождения», а белорусского народа «не существует в принципе». СМИ данные утверждения обозначили как белорусофобские.
В разной степени к белорусофобской риторике можно отнести слова президента Александра Лукашенко, который не раз заявлял, что «белорусы — эта русские со знаком качества», «белорусы и русские — один народ», а в начале своего правления говорил, что «белорусский язык — бедный язык» и на нём «невозможно выразить чего-то большого».
Журналист Сергей Островцов на «Радио Свобода» заявлял, сравнивая белорусов с литовцами: «Белорусы недружные, завистливые, неблагодарные. Народ, который не любит себя. Который всегда боится. Своего начальства, подлинно русских (в душе), и — лицемерно — Америки. Не живёт, не дышит свободно, а только делает вид. Не живёт как народ именно, как отличительные люди». Это высказывание было воспринято как белорусофобское.

## В Беларуси
Встречаются случаи, когда некоторые из белорусов хоть и причисляют себя к этой национальности по формальным признакам, например, по месту рождения или наличию паспорта, или по ситуации, ради удобства, присоединяясь к большинству, но при этом на деле сторонится всего белорусского, в том числе белорусского языка и культуры.

## В искусстве
- Микита Зносак — главный герой трагикомедии «Здешние» Янки Купалы.